# Sant Muç de Cànoves
Sant Muç de Cànoves és una església de Cànoves i Samalús, al Vallès Oriental. És d'estil romànic amb elements gòtics. És una obra inclosa a l'Inventari del Patrimoni Arquitectònic de Catalunya.

## Descripció

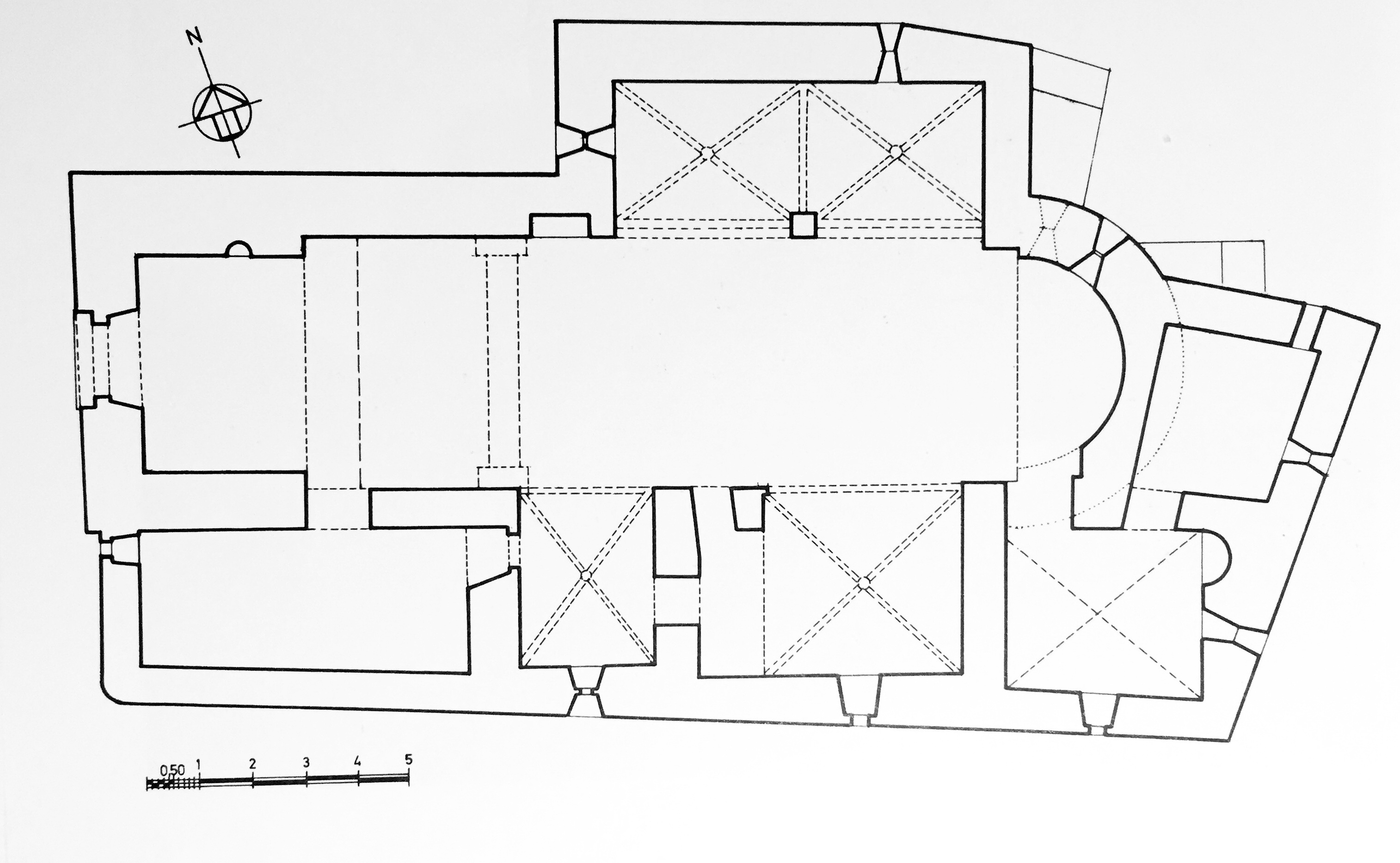
Planta de l'església de Sant Muç

Església d'una nau i quatre capelles laterals, dos per banda. La nau està coberta per volta de canó que es fa més estreta als peus de l'església. L'absis és semicircular i està cobert per un petit tram de voltes de llunetes damunt d'una estructura romànica. Tant l'absis com la nau tenen espitlleres. D'època romànica queden dues finestres absidals de doble esqueixada i la portalada d'una arcada amb arquivolta, propis del segle xiii. El campanar és una torre quadrada formada per dos cossos dividits per una cornisa i coronats per merlets, en el segon pis té quatre obertures d'arc de mig punt.

## Història
El primer cop que s'esmenta la parròquia és l'any 1077, en una deixa testamentària d'Ermengol Samarell, i apareix de nou els anys 1098 i 1123. L'església és d'estil romànic, probablement del segle XII; la part més antiga és l'absis el qual l'any 1757 es va reformar. La parròquia va començar a créixer al segle xvi que és quan es van construir les capelles laterals. A les visites parroquials del segle xiv s'esmenten els altars de Santa Maria i Sant Joan. El retaule de l'altar major es va finalitzar el 1591 i, en el mateix segle, es va ampliar amb les capelles laterals dedicades al Roser, sant Isidre, sant Seforen i sant Sebastià. El campanar es va acabar de fer l'any 1629.